# Dešiška
Dešiška (cyr. Дешишка) – wieś w Serbii, w okręgu toplickim, w gminie Kuršumlija. W 2011 roku liczyła 24 mieszkańców.